# Shénnóng Běncǎo Jīng
Shennong Bencao Jing (in lingua cinese 神農本草經T, 神农本草经S, Shénnóng Běncǎo JīngP, Shen-nung Pen-ts'ao ChingW) è un libro cinese di agricoltura e piante. Le sue origini sono state attribuite al mistico imperatore Shennong, che si dice sarebbe vissuto intorno al 2800 a.C.  I ricercatori ipotizzano che questa sia una raccolta di tradizioni orali, scritta tra il 300 a.C. e il 200. Il testo originale non esiste più, ma si dice che era composto di tre volumi contenenti 365 voci sui medicinali e la loro descrizione. 

## Contenuto
Il primo trattato comprendeva 120 farmaci innocui per gli esseri umani, con "proprietà stimolanti": reishi, ginseng, giuggiola, arancia, cannella e liquirizia.
Il secondo volume era dedicato a 120 sostanze terapeutiche destinate a curare i malati, ma più o meno tossiche. In questa categoria, troviamo zenzero, peonie e cetriolo. Le sostanze di questo gruppo sono descritti come "umane". 
L'ultimo volume conteneva 125 voci che corrispondono a sostanze che hanno un'azione violenta sulle funzioni fisiologiche e di solito sono velenose. Rabarbaro, diversi frutti snocciolati e semi di pesca sono tra quelle presenti.